# 24-Stunden-Rennen auf dem Nürburgring 1998

Streckenführung für das 24-Stunden-Rennen ab 1995

Das 26. 24-Stunden-Rennen auf dem Nürburgring fand vom 13. auf den 14. Juni 1998 auf dem Nürburgring statt.

## Rennergebnis
Nachdem sich im Vorjahr zum ersten Mal in der Geschichte des 24-Stunden-Rennens ein Fahrzeug mit einem Dieselmotor auf dem Podium platzieren konnte, gewann 1998 ein Diesel das Rennen. Der BMW 320d vom Team BMW Motorsport Nürburg mit Marc Duez, Andy Bovensiepen, Christian Menzel und Hans-Joachim Stuck kam mit einem deutlichen Vorsprung von sechs Runden vor dem BMW 320i von Georg Severich, Ulrich Richter, Uwe Schirrmeister, Karl Wlazik und dem BMW M3 vom Dürener Motorsport Club e. V. im ADAC mit Werner Kather, Harald Grohs, Artur Deutgen und Michael Funke ins Ziel.
Das Siegfahrzeug absolvierte 137 Runden und legte eine Gesamtstrecke von 3474,18 km zurück. Von den 153 gestarteten Fahrzeugen wurden 105 gewertet.

## Streckenführung
Seit dem Umbau der Strecke im Jahr 1983 wurde das 24-Stunden-Rennen am Nürburgring auf einer Kombination aus Nordschleife und Grand-Prix-Strecke ausgetragen.